# Julius Kugy
Julius Kugy (né à Goritz le 19 juillet 1858 - 5 février 1944) était un alpiniste et un écrivain de culture slovène du temps où la Slovénie et une partie de l'Italie appartenaient à l'empire d'Autriche-Hongrie,.

## Biographie
Julius Kugy est né à Goritz de parents de langue slovène. Cette ville faisait à l'époque partie de l'empire d'Autriche (actuellement en Italie). Son père était un slovène de Carinthie surnommé Kogej. Sa mère était la fille du poète Jovan Vesel Koseski. Julius avait une bonne connaissance des langues de la région et il maîtrisait ainsi l'italien, l'allemand, le frioulan et le slovène. Il fit ses études secondaires à Trieste avant de poursuivre à l'université de Vienne où il obtint un diplôme en droit. Il prit la direction de la compagnie d'import-export Pfeifer & Kugy qu'il cofonda avec son père.
Kugy était aussi intéressé par la littérature, la botanique et la musique. En botanique, il chercha longtemps une plante dénommée Scabiosa trenta, décrite par Belsazar Hacquet, et seulement déterminée par Anton Kerner von Marilaun en tant que spécimen déjà connu et dénommé Cephalaria leucantha.
Avec son ami Albert Bois de Chesne, il créa un jardin botanique près de Bovec. Il fut également un des fondateurs de deux organisations musicales amateur à Trieste : La « société philharmonique » et la « chorale Palestrinienne ». Il offrit également un orgue à l'église Mekhitariste de Trieste.
Lorsque le royaume d'Italie déclara la guerre à l'empire austro-hongrois en 1915. Kugy rentra dans l'armée de l'empire. Lors de la Bataille de l'Isonzo, sa connaissance de la montagne fut précieuse et il fut élevé au rang de second lieutenant. Il fut démobilisé après la bataille de Caporetto. Après la guerre, il ferma son entreprise et se consacra à l'écriture de livres en slovène et en allemand. Durant la Seconde Guerre mondiale, il sauva plusieurs alpinistes slovènes du camp de concentration allemand de Dachau. Il décéda en 1944 à Trieste où sa tombe est toujours présente dans le cimetière du centre-ville.

### Alpinisme
Au sein du Club alpin autrichien, Julius Kugy a fréquenté entre autres Louis Friedmann, Ludwig Purtscheller, les frères Otto et Emil Zsigmondy et Moritz von Küffner et a rencontré Emilio Comici à Trieste. Julius Kugy explora de nombreuses régions des Alpes orientales et en particulier des Alpes juliennes. L'alpiniste ouvrit ainsi 50 nouvelles voies d'escalade. Des guides locaux l'aidèrent à vaincre de nombreux sommets jusqu'alors indomptés par l'homme. Il devint célèbre pour avoir escaladé les montagnes Škrlatica (1880) et Montaž (1905). Son ouvrage Aus dem Leben eines Bergsteigers, dont Willi Merkl disait « Ce livre est notre bible », semble avoir marqué les alpinistes des générations suivantes.

#### Première ascensions
- 1880 -  Škrlatica avec Andrej Komac et Matija Kravanja.
- 2 août 1881 - arête ouest du Triglav avec Andrej Komac
- 22 septembre 1901 - versant nord-ouest du Wischerg (2 666 m) avec G. Bolaffio, A. Oitzinger et J. Komac.
- 24 juillet 1904 - arête nord-ouest du mont Dolent avec G. Bolaffio, Joseph Croux et C. Savoye.
- 1905 - Montaž.

## Œuvres littéraires et influences
Kugy et Henrik Tuma sont considérés comme les pères de l'alpinisme dans les Alpes juliennes. Il rédigea plusieurs livres pour faire partager ses expériences tout en exprimant ses idéaux humanistes et son amour pour la nature. Ses livres influencèrent de nombreux auteurs en créant un genre de littérature alpine au sein de la littérature slovène. Il influença ainsi de nombreux auteurs, surtout dans la région du littoral slovène, comme Klement Jug, Vladimir Bartol, Igor Škamperle et Dušan Jelinčič. Il eut également de l'influence dans certains milieux littéraires italophones de Trieste où il était apprécié par les écrivains Giani Stuparich, Claudio Magris, Livio Isaak Sirovich, Marco Albino Ferrari et Paolo Rumiz. Un monument en hommage à Julius Kugy est présent dans la vallée de Trenta au pied du col du Vršič (municipalité de Bovec). Cette sculpture est l'œuvre de Jakob Savinšek. Plusieurs routes de montagnes portent également son nom comme celle Nabrežina près de Duino.

### Œuvres importantes
- Iz mojega življenja v gorah (« De ma Vie à la Montagne », 1925)[2]
- Delo, glasba, gore (« Travail, Musique, Montagnes », 1931)[2]
- Julijske Alpe v podobi (« Les Alpes juliennes en Images », 1933)[2]
- Anton Ojcinger: življenje gorskega vodnika (« Anton Ojcinger: La Vie d'un Guide de Montagne », 1935)[2]
- " Révélation de la montagne " (traduction Paul du Bochet), Éditions Victor Attinger, 1944
- Pet stoletij Triglava (« Cinq siècles du Triglav »)[2]
- Božanski nasmeh Monte Rose (« Le Sourire divin du Mont Rose »)[2]
- Iz minulih dni (« Des Jours passés »)[2]